# 白米炸彈案
白米炸彈案為臺灣一起2003年至2004年間發生的反自由貿易社運案件。

## 事件經過
2002年1月1日，中華民國以臺澎金馬個別關稅領域名義加入世界貿易組織，並因此同時開放稻米進口，對台灣稻農的生計構成了短期但劇烈的衝擊，亦於世代在彰化務農種米的楊儒門心中種下了不滿的種子。2003年11月13日起，楊於臺北大安森林公園男廁所放置第一顆爆裂物，內含「炸彈勿按」字條、黑火藥、汽油、雷管及電池啟動器。11月22日財政部財稅資料中心前人行道上的電話亭內也發現貼有電腦打字「炸彈」「不要進口稻米，政府要照顧人民」、側面寫有「拉發」的飲料罐，內含黑火藥、汽油、電池、引線、開關及一小包白米。此後其再於北臺放置多枚炸彈，除了一件在新竹、一件在中壢之外，其餘絕大部份都在台北，媒體開始使用「白米炸彈客」稱呼楊。期間楊亦匿名投書媒體，除承認放置炸彈責任外，也表達「不要進口稻米」、「政府要照顧人民」的訴求。2004年11月12日，楊於教育部外紅磚道放置第17顆、亦是其案中最後一顆爆裂物。兩週後警方仍無法破案，並因此於26日懸紅50萬元通緝，楊此時即由胞弟帶領至警局自首領賞。當時普遍認為其製作爆裂物技能是在海龍蛙兵服役時習得。
2005年1月24日，臺灣臺北地方法院檢察署（臺北地檢署）依恐嚇、非法製造炸彈等罪名將楊儒門起訴。檢方表示，楊儒門犯案所用專業技能是利用服役期間向一名受過爆破訓練的情治人員學習所得知識，之後結合其透過網路、電視、書籍自行鑽研所知悉的警方辦案與採證技巧，加上作案前反覆、細心地勘驗、評估現場與周邊環境，才能連續作案17件均未被警方緝獲。
2005年10月19日，臺灣臺北地方法院（臺北地院）依據《槍砲彈藥刀械管制條例》判處楊儒門有期徒刑7年6個月，併科罰金新臺幣10萬元（臺北地院94年重訴字第3號判決）。楊儒門的辯護律師丁榮聰說，楊儒門早預料到結果，但與預期5年有期徒刑落差太大，「雖然他（楊儒門）神情鎮定，仍感到失望。」楊儒門先是表示不會上訴，後又改口表示對判決結果無法接受、故決定上訴。臺灣高等法院（臺灣高院）二審改判有期徒刑5年10個月，併科罰金新臺幣10萬元（臺灣高院94年矚上訴字第7號判決）。
2005年11月21日，楊儒門在臺北看守所擬定書面聲明〈我的決心─楊儒門獄中絕食抗議聲明〉，表態將絕食抗議WTO第六次部長級會議。
2005年12月13日10時整至同月19日10時整，楊儒門在臺北看守所展開連續絕食144小時，以抗議WTO第六次部長級會議；聲援楊儒門聯盟則於同月13日於立法院中興大樓召開記者會聲援楊儒門，國立清華大學中國文學系教授方聖平代楊儒門宣讀書面聲明。楊儒門表示，臺灣農民追求的是公平交易、不是自由貿易的迷思。
2006年2月17日，楊儒門入獄服刑。2007年6月19日，中華民國總統陳水扁在基隆市參加中華民國海軍一三一艦隊端午節餐會時，說楊儒門「其情可憫，並已服刑年餘，表現良好，應無再犯之虞」，宣布特赦楊儒門。2007年6月21日14時10分，陳總統簽署「華總一義字第09600080361號」令，特赦楊儒門；同日14時30分，法務部收到行政院函轉陳總統批准的「華總一義字第09600080361號」特赦令；同日17時20分左右，自強外役監獄收到陳總統的特赦令，當下釋放楊儒門；但是，特赦的內容根據法務部建議，只免除剩餘刑期，仍然保留犯罪紀錄。

## 反響
楊儒門自首後，民主行動聯盟、勞動人權協會與聲援楊儒門聯盟等臺灣社會運動團體發起「聲援楊儒門」連署運動。他們認為：楊儒門的行為並不為臺灣的體制所容許，但是部分弱勢者的聲音很難被聽見；在楊儒門被逮捕的同時，政府以及社會應該注意農業問題。並提出3點訴求：
1. 「白米炸彈」事件不應被視為單純的刑事案件，司法機構應衡情論理，對恐怖份子楊儒門的刑責做適度的減免。
2. 「白米炸彈」事件所揭示出來的農業問題，應受到執政當局的重視，並採取更積極的政策，挽救臺灣的農業。
3. 農業兼具糧食安全、國防安全、生態安全、社會安全和文化安全等五大功能。臺灣進入WTO國際貿易體系，不應以農業作為犧牲品，更不能成為政府放任國外農產品席捲臺灣市場的藉口。政府在對外談判時，臺灣的「糧食主權」應受到合理的捍衛。農民的生計活路，不能淪為國際強權夾縫下的祭品，更不容成為野蠻市場或買辦外交的賭注。

楊儒門的祖父楊永塗認為，陳水扁政府沒有妥善照顧農民，楊儒門才會做出那樣的行為，「阿扁也要負一點責任。」 第18屆金曲獎最佳客語歌手獎得獎人林生祥感謝楊儒門為臺灣農業所做的犧牲與付出：「在我的心目中，楊儒門無罪。」
也有部分人認為楊儒門所採取的手段過於危險、很可能造成巨大傷亡，本質上不值得讚許，也不符合良心犯的定義；對媒體在報導時將楊儒門「英雄化」感到不滿，並將這些報導視為臺灣媒體爭議之一。對於中國國民黨立法院黨團等要求特赦，而陳水扁總統也順應要求特赦，有些人表達不滿，其中包括民主進步黨立法委員蔡啟芳。蔡啟芳批評：「做錯事就是必須接受處罰，以正社會視聽；否則要是哪天再有人心聲不滿、而出現『第二個楊儒門』的手法時候，他也可以大聲說『我是良心犯、正義犯，我做的都是正確的』來要求特赦，這樣臺灣不大亂才怪。……不管楊的出發點是多善意，結果就是對社會造成危害。別把罪犯『英雄化』！」
檢察官改革協會表示，刑罰的目的在於教化；不能因為楊儒門這個案例，導致日後犯罪者都頂著「社會正義」的名義來合理化犯罪。
臺灣政治評論家江春男說：「崇高的目的，不能為非法的手段脫罪，何況是採用炸彈這種激烈手段。楊儒門是一位良心犯，應該早點特赦；但他的行為，恐不足為訓。」
在此同時，根據國際特赦組織的定義，良心犯為因種族、宗教、膚色、語言、性向與信仰而入獄，但是從來沒有使用或是宣傳暴力的個人。（It refers to anyone imprisoned because of their race, religion, color, language, sexual orientation, or belief, so long as they have not used or advocated violence.）楊儒門的行為，基本上並不符合良心犯的定義。
無黨團結聯盟立委候選人林明義表示，他不能認同楊儒門的行徑，但他覺得可以支持楊儒門維護農民權益的訴求，其實楊儒門才是真正的「農業之父」，希望藉以喚醒臺灣農民的覺醒。
當初追緝楊儒門到案的臺北市政府警察局中正第一分局警員施正懋說，他當初就覺得楊儒門很聰明，本性也不壞；他認為，楊儒門只是選擇了錯誤的方式來表達意見。
砰砰樂隊雖然對於楊儒門抗議的手段持保留態度，但對於楊儒門抗議的動機和立場則十分支持，於是投入聲援楊儒門的活動。

## 資料來源
1. ↑  蘇恩民 台北報導，白米炸彈犯被起訴 的存檔，存档日期2007-03-15.，《自由時報》2005年1月25日
2. ↑  臺北地院94年重訴字第3號判決[永久]
3. ↑  陳朝政 整理報導，（页面存档备份，存于） 司法棄弱勢 社運團體聲援楊儒門 （页面存档备份，存于），《台灣立報》2005年10月20日
4. ↑  .   [2008-06-16]. （原始内容存档于2019-05-02）.
5. ↑  楊儒門，〈我的決心─楊儒門獄中絕食抗議聲明〉，2005年11月21日
6. ↑  王己由、王超群 台北報導，（页面存档备份，存于） 反WTO 楊儒門絕食 勞團赴港抗議 （页面存档备份，存于），《中國時報》2005年12月13日
7. ↑  曹宇帆 台北2005年12月13日電，（页面存档备份，存于） 楊儒門獄中絕食反WTO 學界社運界聲援 （页面存档备份，存于），中央通訊社2005年12月13日
8. ↑  陳朝政 台北報導，（页面存档备份，存于） 反WTO 楊儒門獄中絕食 （页面存档备份，存于），《台灣立報》2005年12月14日
9. ↑  汤惠芸，台湾对世贸香港会议结果反应，《美國之音中文網》2005年12月19日
10. ↑  中華民國總統府，特赦楊儒門，2007年6月21日
11. ↑  台北綜合報導，重獲自由 總統特赦楊儒門 的存檔，存档日期2014-01-06.，《公視晚間新聞》2007年6月21日
12. ↑  吳盛宏、張景閎，（页面存档备份，存于） 祖父高興 衝回家放鞭炮 （页面存档备份，存于），2007年6月20日《蘋果日報》（台灣）
13. ↑  綜合報導，〈「其情可憫」扁特赦楊儒門〉 （页面存档备份，存于），2007年6月20日《蘋果日報》（台灣）
14. ↑  蔡啟芳，不當特赦，生靈塗炭！ （页面存档备份，存于），《蔡啟芳的部落格》，2007年6月15日。
15. ↑  楊儒門獲特赦 最快週末獲釋[永久]，2007年6月20日《公視晚間新聞》
16. ↑  江春男，（页面存档备份，存于） 純樸的炸彈客 （页面存档备份，存于），《台灣蘋果日報》（台灣）2007年6月22日司馬觀點專欄。
17. ↑  陳正芬 大埤報導 ，拚立委／反米傾銷 聲援楊儒門 林明義燒美國旗，《東森新聞報》2004年12月5日